# Желтоногий зуёк
Желтоногий зуёк (лат. Charadrius melodus) — вид птиц из семейства ржанковых.

## Описание
Желтоногий зуёк имеет оперение песочного цвета. У взрослой птицы жёлто-оранжевые ноги, чёрная полоса между глазами на голове и чёрное кольцо вокруг шеи. Как и у большинства зуйков приём пищи происходит в последовательности, которая состоит из быстрого бега, внезапной остановки и одного клевания. Если птица стоит, её сложно узнавать, так как оперение едва ли отличается по цвету от окружающего ландшафта.

## Распространение
Желтоногий зуёк живет на песчаных пляжах и пляжах с галькой Атлантики и на берегах Великих озёр на среднем западе Канады и Соединенных Штатов. С ноября по март перелётные птицы зимуют в Мексиканском заливе, на южном побережье США до Карибских островов.

## Питание
Питается червями, насекомыми и их личинками и ракообразными.